# Escape Room 2 - Gioco mortale
Escape Room 2 - Gioco mortale (Escape Room: Tournament of Champions, conosciuto anche come Escape Room 2) è un film del 2021 diretto da Adam Robitel.
La pellicola è il sequel di Escape Room (2019).

## Trama
2003: una coppia in crisi, con una figlia troppo sola. La moglie muore arsa in una mini-escape room congegnata dal marito, mentre la bambina gioca con oggetti-ricordo conservati in un bauletto. Anni dopo, la figlia, Claire, litiga col padre accusandolo di tenerla prigioniera e di usurpare i suoi meriti per il proprio lavoro di programmatore dei labirinti per la "Minos Corporation".
Il presente: dopo essere fuggiti dalle escape room orchestrate dalla "Minos", Zoey Davis e Ben Miller decidono di denunciare l'oscura organizzazione: alla ricerca di prove, si recano ad affrontarla, dopo averne scoperto le coordinate del quartier generale di New York City. Una volta giunti in città, restano bloccati in un vagone della metropolitana insieme con coloro che scopriranno essere i "vincitori" sopravvissuti a precedenti stanze di fuga e si rendono conto, con orrore, di essere stati di nuovo coinvolti nel gioco mortale di "Minos". Claire verrà loro in aiuto ma in seguito, in un'ultima, tesissima, discussione con il padre, la giovane, furente per annosi risentimenti, rivela le proprie reali condizioni. 

## Produzione
Il 25 febbraio 2019 la Columbia Pictures ha annunciato il sequel, insieme alla conferma del ritorno di Adam Robitel alla regia e Neal H. Moritz come produttore.
Nel maggio 2021 viene annunciato il titolo: Escape Room: Tournament of Champions.

## Promozione
Il primo trailer del film è stato diffuso il 26 maggio 2021.

## Distribuzione
La data di uscita viene inizialmente fissata al 17 aprile 2020, poi posticipata al 1º gennaio 2021 e successivamente anticipata al 30 dicembre 2020. Nell'ottobre 2020, a causa della pandemia di COVID-19, il film viene rinviato nuovamente al 2021; nel gennaio 2021 viene posticipato ancora, al 7 gennaio 2022 e nell'aprile 2021 viene definitivamente fissato al 16 luglio 2021, mentre in Italia dal 23 settembre 2021.